# Charleval (Bocche del Rodano)
Charleval è un comune francese di 2 458 abitanti situato nel dipartimento delle Bocche del Rodano della regione della Provenza-Alpi-Costa Azzurra.

## Società

### Evoluzione demografica
Abitanti censiti